# Nikomedes I.

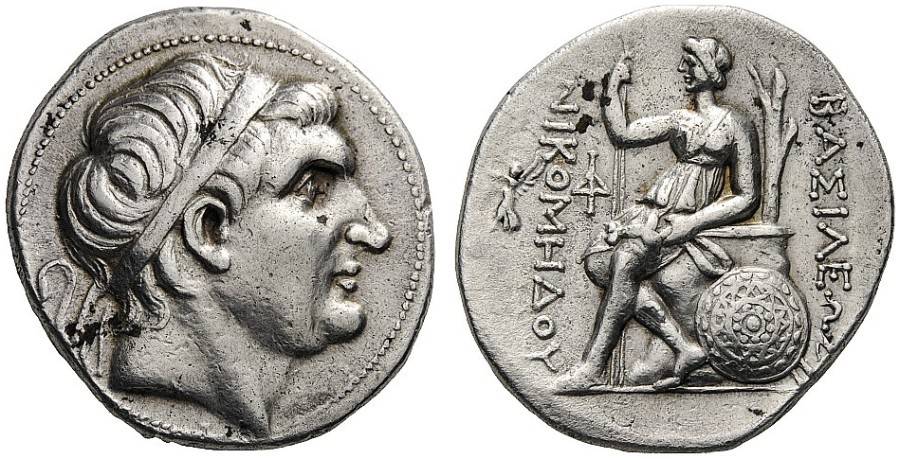
Münze Nikomedes’ I.

Nikomedes I. (altgriechisch Νικομήδης Nikomḗdēs; † 255/253 v. Chr.) war König von Bithynien in Kleinasien von 280 v. Chr. bis zu seinem Tode.
Er war Sohn des ersten Königs von Bithynien Zipoites und führte Kriege mit den Seleukiden. 275 v. Chr. eroberte er mit Hilfe der aus Europa herbeigerufenen galatischen Söldner – was ungewollt zur dauerhaften Festsetzung der Galater in Kleinasien beitrug – einen bedeutenden Teil Phrygiens. Er gründete 264 v. Chr. Nikomedeia als neue Hauptstadt. Unter ihm beginnt die bithynische Münzprägung mit dem Porträt des Königs. In Olympia wurde ihm zu Ehren eine Statue errichtet.
Nikomedes I. war zwei Mal verheiratet. Seine erste Frau war die Phrygierin Ditizele, deren gemeinsame Kinder Ziaelas, Prusias und Lysandra er aus der Nachfolge ausgeschlossen hatte. Ditizele starb, nachdem sie von einem reißenden Hund angefallen wurde; sie bekam in Nikomedia ein aufwendiges Grab.
Seine zweite Frau war Etazeta (Heptazeta), mit der er mehrere Söhne hatte, darunter Tiboites (Zipoites), die er gegenüber den Kindern aus der ersten Ehe testamentarisch begünstigte.